# Marie Polli
Marie Polli, née le 28 novembre 1980 à Sorengo dans le canton du Tessin, est une athlète suisse spécialiste de la marche athlétique.

## Biographie
Fille de Gabriele et de Romana, sœur de Luisa, Grazia et de Laura - qui est également marcheuse athlétique d’élite -, Marie Polli se familiarise avec la marche grâce à son père. Ce dernier a d’ailleurs été le premier entraîneur des deux sœurs et les accompagne encore régulièrement lors des différentes compétitions de par le monde.

## Carrière sportive
Marie Polli a remporté plus de 35 titres suisses. Elle participe aux Jeux olympiques d'Athènes en 2004 et à quatre Championnats du Monde : Osaka en 2007 où elle décroche une 21e place - son record personnel -, Berlin en 2009, à Daegu en Corée du Sud en 2011 et à Moscou en 2013. Elle participe au Championnat européen de Zurich en août 2014. Elle participe également à plusieurs éditions de la Coupe du monde où elle obtient notamment en 2010 une 32e place à Chihuahua au Mexique.
Marie s’entraine au sein de la section d'athlétisme SAL Lugano.

## Palmarès
Record personnel: 1:32:36 (record suisse)
2014
- 21e rang aux Championnats d’Europe de Zurich

2013
- 49e rang aux Championnats du Monde de Moscou

2010
- 32e rang en Coupe du Monde à Chihuahua

2009
- 14e rang en Coupe d'Europe à Metz
- 25e rang aux Championnats du Monde de Moscou

2007
- 21e rang aux Championnats du Monde d'Osaka

2004
- 49e rang aux Jeux olympiques d'Athènes